# There She Goes (Taio Cruz)
There She Goes è una canzone del cantautore inglese Taio Cruz dal suo terzo album in studio, TY.O. Il brano è stato pubblicato come terzo singolo dell'album il 20 aprile 2012 in Germania. La canzone è caratterizzata dalla voce del rapper, cantautore e produttore statunitense Pitbull. Il brano è stato poi scelto per essere estratto come terzo singolo dell'album nel Regno Unito, il 25 giugno 2012. Tuttavia, la versione inglese del brano non include Pitbull. Il brano ha raggiunto la posizione numero 12 della UK Singles Chart.

## Video musicale
Il video musicale ufficiale di "There She Goes" è stato caricato dal canale ufficiale di YouTube il 16 maggio 2012. Nel video non c'è Pitbull e non è presente nemmeno la sua voce. Taio Cruz intrattiene una donna in un ristorante nel bel mezzo del deserto, prima di portarla in paese in una discoteca elegante, in cui la coppia balla la canzone insieme.

## Tracce
CD singolo tedesco
- There She Goes - 3:46
- There She Goes (No Pitbull) - 3:29

UK Digital Download
- There She Goes (No Pitbull) - 3:28
- There She Goes (Moto Blanco Remix) - 3:25
- There She Goes (Moto Blanco Extended Remix) - 7:13
- There She Goes (Rack 'N' Ruin Remix) - 3:25

## Formazione
Voci – Taio Cruz, Pitbull
Produzione – RedOne, Jimmy Joker
Testo – Taio Cruz, RedOne, Armando C.Perez, Jimmy Joker, AJ Junior, Bilal Hajji
Etichetta - Island Records

## Classifiche
| Classifica (2012) | Posizione massima |
| ----------------- | ----------------- |
| Lussemburgo       | 1                 |

## Pubblicazioni
| Regione     | Data           | Formato               | Etichetta      |
| ----------- | -------------- | --------------------- | -------------- |
| Germania    | 20 aprile 2012 | CD, download digitale | Island Records |
| Francia     | 21 giugno 2012 | download digitale     | Island Records |
| Regno Unito | 24 giugno 2012 | download digitale     | Island Records |